# Darnell Snyers
Darnell Snyers (16 juni 1998) is een Belgisch basketballer.

## Carrière
Snyers speelde in de jeugd van BBC Union Leopoldsburg en CUVA Houthalen, waarmee hij in de tweede klasse uitkwam. Houthalen is de opleidingsploeg van Limburg United waar hij zijn profdebuut maakte in het seizoen 2016/17. Hij verliet de club in 2018 en ging collegebasketbal spelen bij de North Georgia Nighthawks tot in 2022. Hij keerde terug naar België en tekende een contract bij de Leuven Bears.
In september 2023 maakte hij de overstap naar tweedeklasser Guco Lier. Voor het seizoen 2024/25 tekende hij bij reeksgenoot BBC Lommel.